# Palazzo Manzoni (Barzio)
Palazzo Manzoni è un edificio storico di Barzio, in provincia di Lecco. Si tratta di un palazzo tardo seicentesco che fu di proprietà del ramo della famiglia Manzoni dalla quale discese lo scrittore Alessandro. Dal 1982 è di proprietà del Comune e attualmente è sede del municipio e della biblioteca. Dal 1930 l'edificio è Monumento Nazionale.

## Storia

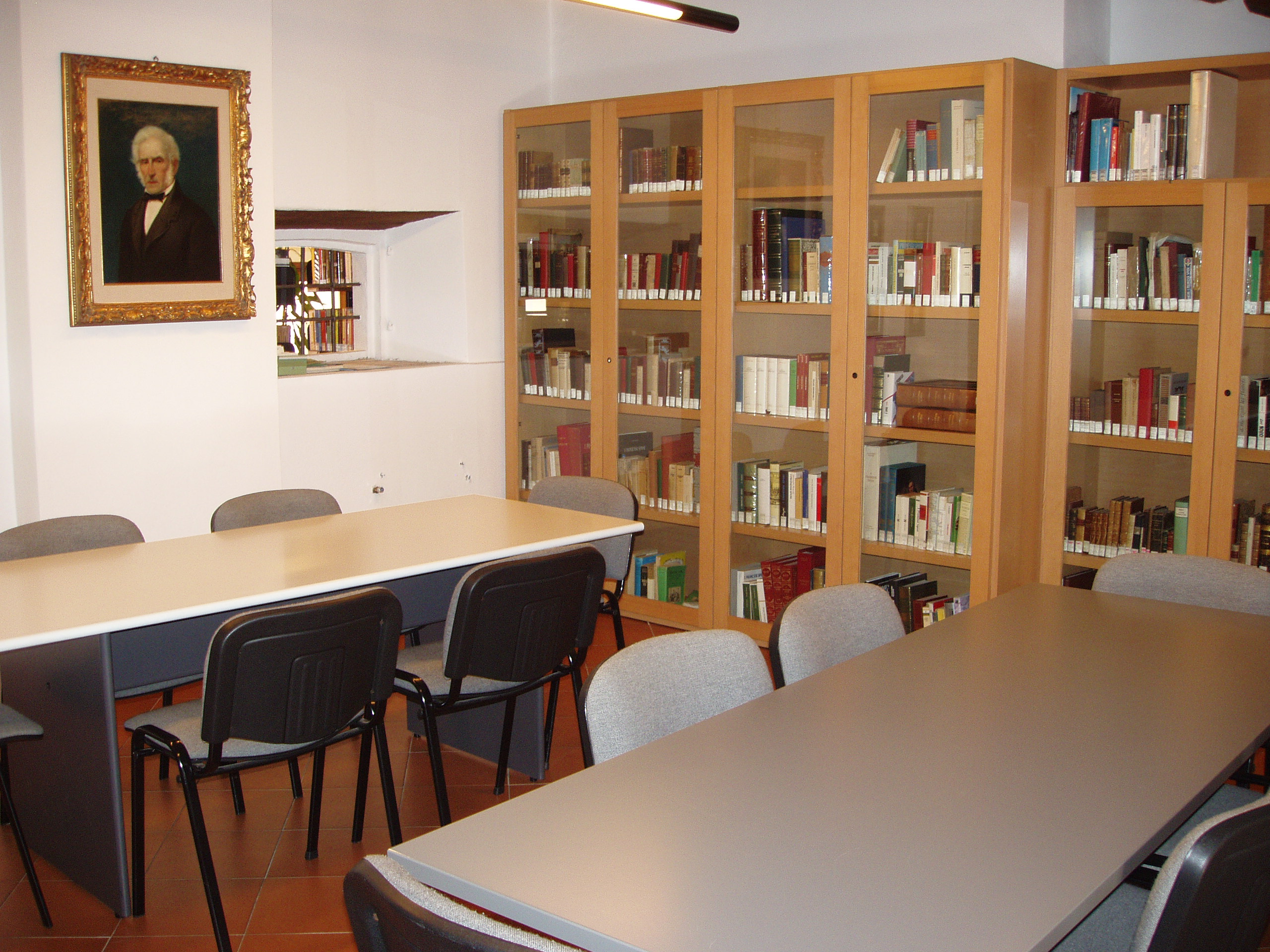
Fondo Alessandro Manzoni situato nella Biblioteca Comunale di Barzio

Prima fra le residenze dei Manzoni a Barzio, fu abitata negli ultimi anni del Cinquecento dal capostipite Giacomo Maria. Questi si sposò con Elisabetta Caseri dalla quale ebbe tre figli: Giovanni Angelo, Pasino e Pompeo, che furono nominati suoi eredi con il testamento rogato il 13 giugno 1586 da Porfirio Arrigoni di Esino. Con il codicillo del 28 ottobre 1604, Giacomo Maria fece una nuova assegnazione dei suoi beni sostituendo al defunto Pasino i figli di lui: Giacomo Maria, Pomponio e Giovanni Maria (fu escluso Angelo Michele perché "capitalmente bandito"). Nipote di Giacomo Maria era Pietro Antonio (nonno di Pietro, il futuro padre dell'autore dei Promessi Sposi) che visse a Palazzo Manzoni fino al 1798 quando si trasferì con la famiglia nella sua villa del Caleotto (Lecco).
Nella prima metà dell'Ottocento, il palazzo fu acquisito dalla famiglia Baruffaldi di Cortenova che, negli anni Sessanta, cedette in affitto un locale al Comune per ospitare la prima sede municipale di Barzio. Nel 1973 la famiglia Baruffaldi cedette Palazzo Manzoni alla Parrocchia la quale lo permutò, in cambio della casa parrocchiale, con il Comune (1982) che avviò dei lavori di restauro con la collaborazione dell'architetto Bruno Bianchi. Dopo la fine dei lavori il palazzo divenne sede del municipio (che attualmente occupa il primo piano dello stabile). La biblioteca era invece già presente sin dalla sua inaugurazione (1975) ma fu successivamente spostata dal piano terra al secondo piano dell'edificio.

## Architettura

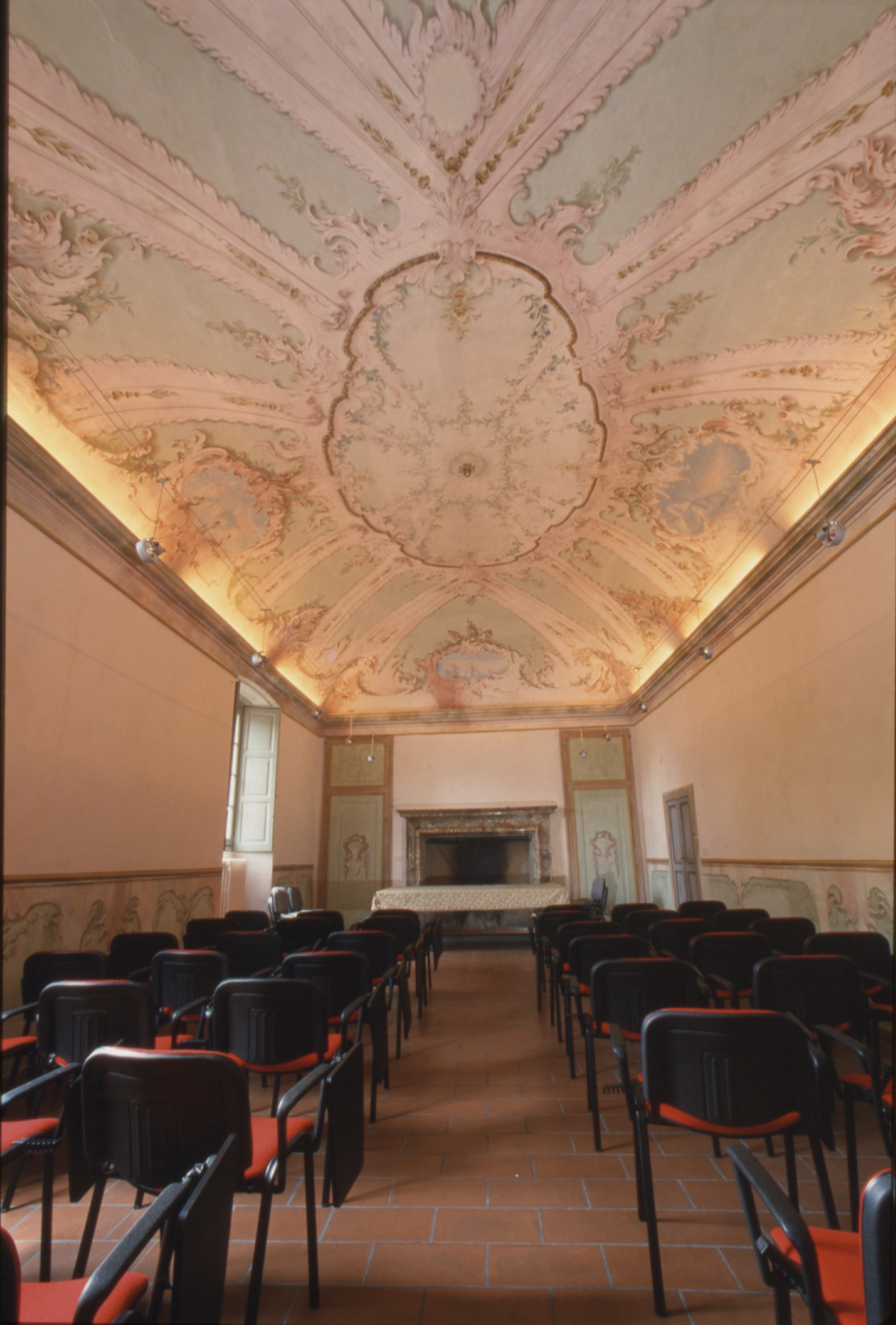
Sala Civica situata al primo piano di Palazzo Manzoni

La facciata presenta un portale settecentesco modanato in pietra e un medaglione bronzeo di Francesco Confalonieri, professore di Brera, riproducente il volto di Tranquillo Baruffaldi (1839 - 1897). Il cortile interno ha aspetto secentesco dato dallo stemma manzoniano scolpito, dal pozzo con il suo timpano classicheggiante e dal porticato a crociera su pilastri. Sul cortiletto si affacciano diversi locali tra i quali spicca la Sala Civica, la cui decorazione risale all'intervento di Baruffaldi con la sua volta ad affreschi di gusto tardobarocco, le porte dipinte e lo stemma inciso nel camino marmoreo secentesco. Dell'originale decorazione delle pareti sono conservati lacerti decorativi e, fino alla metà del Novecento, qui erano conservati i ritratti a fresco dei Manzoni. Attualmente gli spazi e i locali posti al piano terra sono utilizzati per ospitare alcune associazioni che hanno sede a Barzio e per l'organizzazione di eventi culturali.
Al primo piano, dove hanno sede gli uffici comunali, si trovano tre bei soffitti elegantemente dipinti in epoche diverse. Qui era affrescato il Rapimento di Lucia. nel corpo orientale, la Sala Consiliare ha numerose memorie come lacerti di affreschi, forse settecenteschi, una lastra litica un tempo a tarsi con decorazioni stilizzate fitomorfe ed alcune pietre squadrate che lasciano presagire come il palazzo sia sorto sopra una precedente torre medievale.
L'ultimo piano ospita, dal 1994, la Biblioteca Civica composta da quattro ambienti tra cui spicca la Sezione Manzoniana. Qui è conservata la prestigiosa collezione di volumi di argomento manzoniano raccolta da don Alfredo Comi che comprende circa 1300 testi legati allo scrittore lombardo. L'unico elemento decorativo precedente i lavori novecenteschi è un piccolo riquadro dipinto a finto marmo sul muro nello Spazio Medardo Rosso, dove si trova un'esposizione permanente di pannelli sulla vita e l'opera dello scultore. Nella parte posteriore si trova infine un giardino chiuso da muri in pietra in cui si poteva ammirare una scultura lignea di Pietro Arnoldi, poi rimossa. Attualmente il giardino viene sfruttato per le manifestazioni e come luogo di lettura.